# 黄志勇
黄志勇（原名黄念卓，1914年9月22日—2011年11月21日），中国人民解放军中将。1955年获二级八一勋章、一级独立自由勋章、一级解放勋章，1988年获一级红星功勋荣誉章。

## 徐向前的回忆
康生的社会部派黄志勇来抗大主持审干，张国焘用过的手法“在整风审干中被康生等人搬来，‘抢救失足者’。凡是从白区来的，都受到怀疑，甚至连叶剑英同志，都被列为怀疑对象。”（徐向前，1987：695）黄志勇是搞逼供信的专家：
名堂多得很，什么“即席坦白”、“示范坦白”、“集体劝说”、“五分钟劝说”、“个别谈话”、“大会报告”、“抓水萝卜”（外红内白），应有尽有。更可笑的是所谓“照相”。开大会时，他们把人一批一批地叫到台上站立，让大家给他们“照相”。如果面不改色，便证明没有问题，否则即是嫌疑分子、审查对象。他们大搞“逼供信”、“车轮战”，搞出特务分子、嫌疑分子六百零二人，占全校排以上干部总数的百分之五十七点二。干部队共有四百九十六人，特务和嫌疑分子竟有三百七十三人，占百分之七十五以上。（徐向前，1987：686）
“文革”中，康生又一次威风八面，黄志勇再次出击，在1968年10月八届十二中全会上成为批徐的急先锋：“声色俱厉，质问我为什么要率四方面军渡河西征？为什么要搞‘二月逆流’对抗无产阶级司令部？为什么要反党乱军，支持陈再道和‘百万雄师’？”（徐向前，1987：841）黄志勇原为装甲兵副政委，“文革”中因整人有功，一度主持总政治部工作。